# پولفینگ برون
پولفینگ برون (به آلمانی: Pölfing-Brunn) یک منطقهٔ مسکونی در اتریش است که در دویچلندسبرگ واقع شده‌است. پولفینگ برون ۶٫۱۵ کیلومتر مربع مساحت دارد ۳۳۷ متر بالاتر از سطح دریا واقع شده‌است.